# Покровська церква (Римарівка)
Покровська церква — мурована церква у візантійському стилі (висота 35 м) у селі Римарівка Гадяцького району Полтавської області.

## Історичні відомості
Час будівництва дерев'яної церкви на честь Покрови Пресвятої Богородиці в с. Римарівка Гадяцького полку (тепер Гадяцького р-ну) невідомий. В 1782 році ця дерев'яна церква згоріла.
У 1783 році збудована нова дерев'яна церква на кошти поміщика, колезького асесора Герасима Євстафійовича Станіславського з дозволу Чернігівського архієпископа Віктора.
У 1799 році до неї прибудували дзвіницю. Знищена пожежею 1903.
У 1906 році закладено нову церкву муровану, в одному зв'язку з дзвіницею, холодну.
У 1902 році мала церковну сторожку, діяли бібліотека; у парафії – 2 школи грамоти, початкове народне училище ім. Маслова, земське народне училище, церковнопарафіяльне попечительство.
До парафії входили хутори: Змагиний, Дядечковий, Мельниковий, Забродом, Голоборщий, Митрофанівка, Гречанівка, Малинівщина, Миколаїв, Ясиновий, Новий, На Глибокій Долині, Кулебиний, Ситенський, Тригубівщина.
У 1958 році храм зачинений і суттєво поруйнований, знищено церковну огорожу і каплицю.

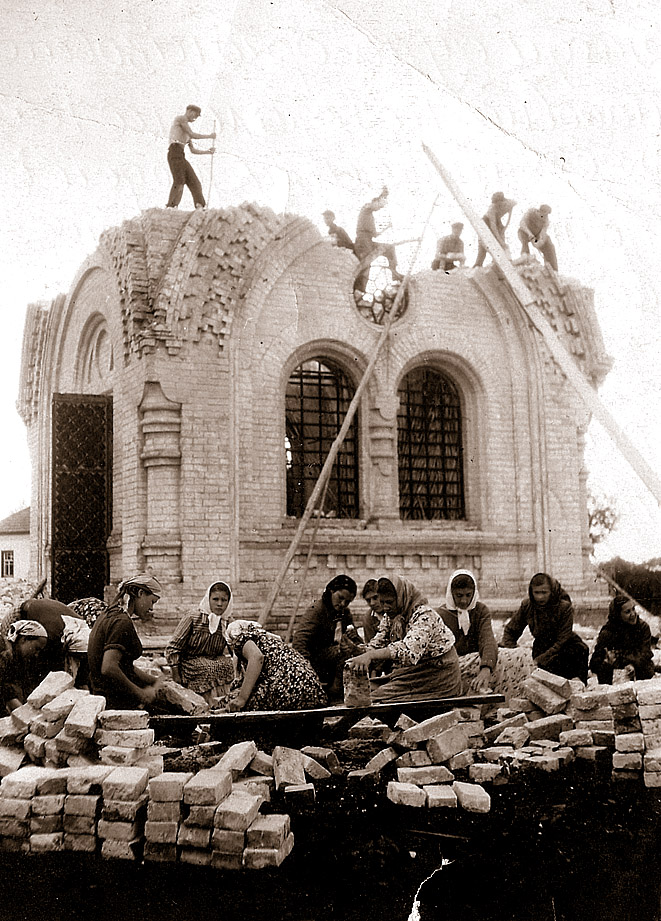

## Легенда створення храму
Незвичайний для села храм овіяний легендами. Він був збудований на кошти майора Віктора Сергійовича Юр’єва, який був власником цих земель. За переказами старожилів, історія створення церкви така: Майор Юр’єв, перебуваючи у військових справах в Петербурзі, познайомився там з Анною Данилівною, яка була досить заможного дворянського роду. Вік майора вже схилявся до другої половини життя і треба було одружуватися. Тут і припала йому до душі молода, гарненька дворяночка, якій, здається, не зовсім сподобався лисуватий поміщик, що мав маєток на далекій від Петербургу Україні, в селі Римарівці Гадяцького повіту Полтавської губернії. Впевнено крутячи носом, вона все ж таки висунула одну умову (можливо, сподіваючись, що він не зможе її виконати, або ж просто затягнути час, адже вона була ще зовсім молода). Умова була така: побудувати в його селі церкву, точнісінько таку, в якій вона щонеділі бувала на службі в Петербурзі.
Віктор Сергійович повернувся додому похмурий, бо, хоча і мав великий маєток, багаті землі і достатньо коштів, для будівництва церкви – однієї з найбільших, якщо й не найбільшу на весь Гадяцький повіт, все ж таки ця справа була дуже складною. Чи дуже вже йому сподобалася білолика дворянка, чи з якихось інших міркувань, але все ж майор твердо вирішив виконати свою обіцянку. Храм будувався не мало не багато – десять років; Анна Данилівна все ж вийшла заміж за Юр’єва.

## Сучасність
Поряд із церквою збереглася могила жертводавця — відставного майора Віктора Юр'єва, а під вівтарною стіною знаходиться прах парафіяльного священика Віктора Назаревського.
У 1992 році церкву передано УПЦ КП та відновлено богослужіння. Відновлено іконостас, проведено ремонтні роботи, споруджено церковну огорожу.

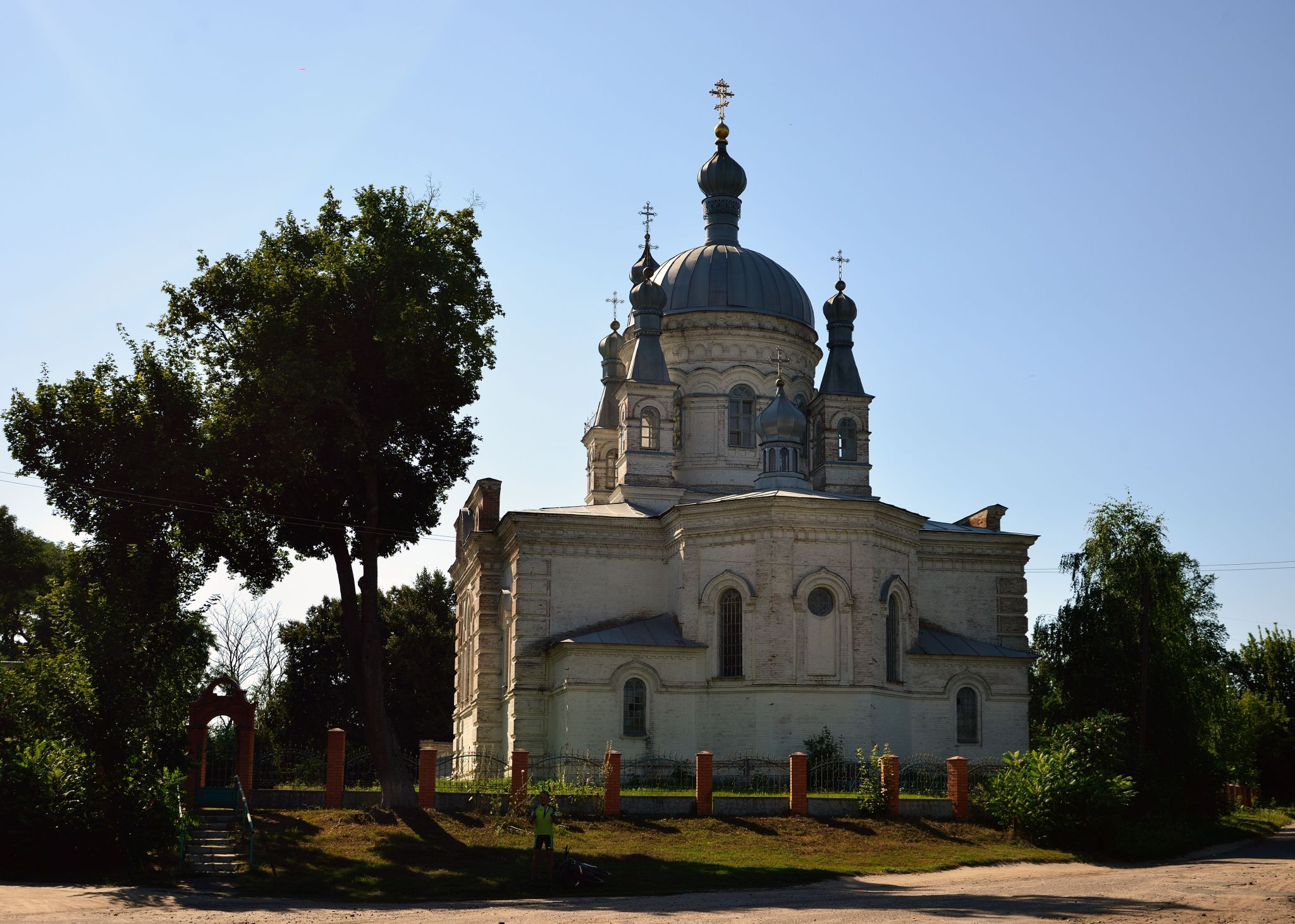
2015 рік